# Festival Internacional de Poesía de Buenos Aires
El Festival Internacional de Poesía de Buenos Aires es un evento cultural anual que convoca a poetas de diversos países y se realiza desde 2006 en la Ciudad Autónoma de Buenos Aires, Argentina. El festival tiene como objetivo reunir a poetas, artistas, performers, músicos y creadores de distintas categorías, generaciones, tendencias, tradiciones culturales de todo el mundo, quienes producen acciones y lectura de sus poemas en más de 50 lenguas, en distintos lugares como el Centro Cultural Kirchner, en sitios de aglomeración masiva como el Mercado del Progreso, el subte de Buenos Aires, parques y calles de la ciudad. 
Los ejes del festival son la promoción de la poesía en la Ciudad de Buenos Aires, la Provincia de Buenos Aires, en las provincias del interior del país y en otros continentes, la capacitación de escritores a través de la Escuela Internacional de Poesía, promover la diversidad y equidad de género, el intercambio cultural y de lenguas.

## Historia
Desde la primera edición en 2006 y durante diez años el Festival se realizó en el marco de la Feria Internacional del Libro de Buenos Aires. Han formado parte del festival aproximadamente 450 poetas. Algunos de estos poetas han marcado la lírica de las últimas décadas en todo el planeta. Ganadores del Premio Cervantes como Antonio Gamoneda (España), Ida Vitale (Uruguay); Carlos Germán Belli (Perú), Kasuko Shiraishi (japonesa integrante de la generación beat y amiga de Allen Ginsberg), Antonio Palomares (Venezuela), Juan Calzadilla (Venezuela), Juan Manuel Roca (Colombia), Zakarías Mohamed (Palestina), Roberto Fernández Retamar, Luisa Futoransky, Víctor Redondo y un largo etcétera.
Este festival cuenta con varias sedes y acostumbra tener acciones en la vía pública.
Trabaja con las nuevas formas de decir la poesía, los nuevos formatos digitales, y fundamentalmente integra las distintas disciplinas del arte: teatro, performance, cantautores, audiovisuales, entre otras.

### El Festival Internacional de Poesía de Buenos Aires y la Escuela Internacional de Poesía de Buenos Aires declarados de interés Cultural y Educativo[10]
La Legislatura de la Ciudad Autónoma de Buenos Aires declaró de Interés Cultural FIP Festival Internacional de Poesía de Buenos Aires y a la Escuela Internacional de Poesía de Buenos Aires, aprobados en la sesión del 7 de junio de 2018 por declaración 275.
El Ministerio de Educación, Cultura, Ciencia y Tecnología de la República Argentina declaró después de trece años ininterrumpidos al FIP Festival Internacional de Poesía de Buenos Aires y a la Escuela Internacional de Poesía de Interés Educativo, aprobados en la sesión de martes 11 de septiembre de 2018 por Resolución 2018-39-APN-ECCYT.
El Congreso de la Nación declaró de Interés Cultural de la Nación al FIP Festival Internacional de Poesía de Buenos Aires y a la Escuela Internacional de Poesía de Buenos Aires.

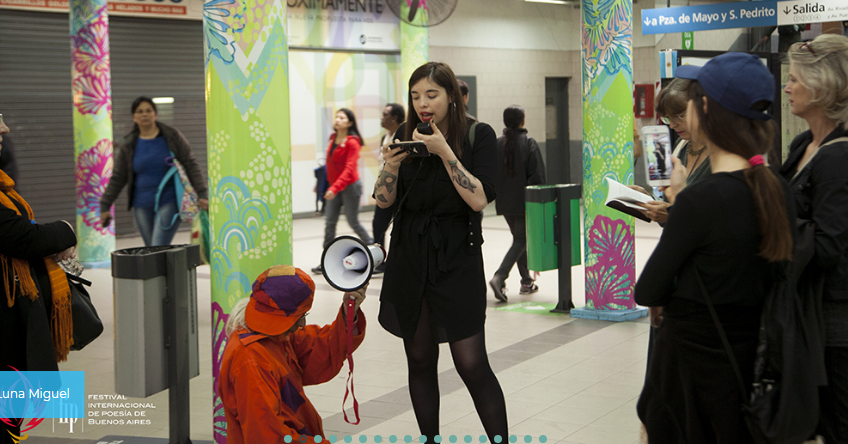
Poeta leyendo en el subte de Buenos Aires

## Escuela Internacional de Poesía[12]
Antecedida y apoyada en las experiencias de Viena, Medellín y La Habana, nació la Escuela Internacional de Poesía cuyo propósito es indagar la experiencia poética desde diferentes ópticas para intentar responder algunas preguntas engañosamente simples: ¿qué es la poesía?, ¿qué hacer con un libro de poemas?, ¿de dónde surge un poema?, ¿para qué sirve la poesía?, ¿qué nos hace el poema?
A través de actividades académicas no formales realizadas por algunos de los escritores invitados por el festival, se muestra las posibilidades creativas de la palabra, estimulando la reflexión alrededor de los interrogantes. La propuesta es captar nuevos lectores, jóvenes, y aprender con propuestas divertidas, nuevas formas de decir la poesía, utilizando el cuerpo, la voz, el canto, entre otras.

## Invitados destacados
- Ida Vitale[14]
- Antonio Gamoneda
- Dani Umpi
- Lello Voce
- Luna Miguel
- Marie Silkeberg
- Pedro Lenz
- Magnus William-Olsson
- Youjun “Xiao Xiao” Xiao
- Minerva Margarita Villareal
- Luisa Futoransky
- Pia Juul
- Helena Sinervo
- Dorothea Nürnberg
- Cees Nooteboom
- Roberto Fernández Retamar
- Carlos Germán Belli
- Valerio Magrelli
- Hugo Padeletti[15]
- Kazuko Shiraishi